# West-Vlaanderen Tribes
Stade
Maillots
Champion League : 8 (2000, 2001, 2006, 2007, 2008, 2009, 2010, 2011)
Division : 6 (2006, 2007, 2008, 2009, 2010, 2011)
La West-Vlaanderen Tribes est une équipe Belge de football américain basé dans la province de Flandre-Occidentale, avec deux villes d'accueil, Ostende et Iseghem.
Les Tribes ont joué de 1989 à 2012 dans le Championnat de Belgique de football américain (Belgian Football League ou BFL) en tant que membre de la ligue flamande de football américain (Flemish American Football League ou FAFL).
Ses couleurs étaient le marron, le blanc et le noir.

## Statistiques

### Performance depuis 2000 jusqu'en 2011
| Club                  | W               | L               | T               | PCT             | Dernier match   | Dernière victoire | Dernière défaite |                 |
| Équipes de FAFL       | Équipes de FAFL | Équipes de FAFL | Équipes de FAFL | Équipes de FAFL | Équipes de FAFL | Équipes de FAFL   | Équipes de FAFL  | Équipes de FAFL |
| --------------------- | --------------- | --------------- | --------------- | --------------- | --------------- | ----------------- | ---------------- | --------------- |
| Antwerp Diamonds      | 8               | 6               | 0               | .571            | 3 avril 2011    | 3 avril 2011      | 14 mai 2006      |                 |
| Bornem Titans         | 8               | 0               | 0               | 1.00            | 1er mai 2011    | 1er mai 2011      | -                |                 |
| Brussels Black Angels | 13              | 2               | 2               | .765            | 4 juin 2011     | 4 juin 2011       | 17 avril 2005    |                 |
| Brussels Bulls        | 7               | 0               | 0               | 1.00            | 22 mai 2011     | 22 mai 2011       | -                |                 |
| Ghent Gators          | 10              | 0               | 0               | 1.00            | 8 mai 2011      | 8 mai 2011        | -                |                 |
| Leuven Lions          | 8               | 1               | 1               | .800            | 10 avril 2011   | 10 avril 2011     | 14 mars 2004     |                 |
| Limburg Shotguns      | 2               | 0               | 0               | 1.00            | 13 mars 2011    | 13 mars 2011      | -                |                 |
| Équipes de LFFAB      |                 |                 |                 |                 |                 |                   |                  |                 |
| Brussels Tigers       | 5               | 2               | 0               | .714            | 4 juin 2010     | 4 juin 2010       | 19 mai 2002      |                 |
| Charleroi Cougars     | 8               | 2               | 1               | .727            | 17 mai 2009     | 17 mai 2009       | 18 avril 2004    |                 |
| Dudelange Dragons     | 1               | 0               | 0               | 1.00            | 27 juin 2009    | 27 juin 2009      | -                |                 |
| Liège Red Roosters    | 6               | 0               | 1               | .857            | 28 mars 2004    | 6 avril 2003      | -                |                 |
| Tournai Phoenix       | 3               | 1               | 0               | .750            | 16 mai 2010     | 16 mai 2010       | 3 mars 2002      |                 |
| Anciennes équipes BFL |                 |                 |                 |                 |                 |                   |                  |                 |
| Flémalle Flames       | 3               | 3               | 0               | .500            | 4 avril 2004    | 14 mai 2000       | 4 avril 2004     |                 |

### Bilan par saison depuis 2000 jusqu'en 2011
| Saison | F     | #T    | #G | W  | L  | T | PCT  | PF   | PA  | SP   | PR   | T                    |
| ------ | ----- | ----- | -- | -- | -- | - | ---- | ---- | --- | ---- | ---- | -------------------- |
| 2000   | 1     | 6     | 8  | 7  | 1  | 0 | .875 | 202  | 67  | 135  | 3-0  | Champion de Belgique |
| 2001   | 1     | 4     | 5  | 5  | 0  | 0 | 1.00 | 76   | 29  | 47   | 2-0  | Champion de Belgique |
| 2002   | 3     | 4     | 8  | 4  | 3  | 1 | .500 | 146  | 90  | 56   | 0-1  |                      |
| 2003   | 2     | 2     | 5  | 2  | 2  | 1 | .400 | 74   | 68  | 6    | n/a  |                      |
| 2004   | 8     | 10    | 8  | 2  | 5  | 1 | .250 | 68   | 70  | -2   | n/p  |                      |
| 2005   | 3     | 4     | 6  | 2  | 3  | 1 | .333 | 55   | 71  | -16  | n/p  |                      |
| 2006   | 1     | 6     | 7  | 6  | 1  | 0 | .857 | 175  | 75  | 100  | 2-0  | Champion de Belgique |
| 2007   | 1     | 6     | 7  | 6  | 0  | 1 | .857 | 198  | 34  | 164  | 2-0  | Champion de Belgique |
| 2008   | 1     | 7     | 8  | 8  | 0  | 0 | 1.00 | 277  | 59  | 218  | 2-0  | Champion de Belgique |
| 2009   | 1     | 7     | 8  | 8  | 0  | 0 | 1.00 | 279  | 37  | 242  | 2-0  | Champion de Belgique |
| 2010   | 1     | 8     | 8  | 8  | 0  | 0 | 1.00 | 263  | 77  | 186  | 2-0  | Champion de Belgique |
| 2011   | 1     | 8     | 8  | 8  | 0  | 0 | 1.00 | 283  | 62  | 221  | 2-0  | Champion de Belgique |
| Total  | Total | Total | 86 | 66 | 15 | 5 | .767 | 2096 | 739 | 1357 | 17-1 | 8 titres de champion |

## Réalisations
- 1999: Vice-Champion de Belgique
- 2000: Champion de Belgique
- 2001: Champion de Belgique (saison parfaite 7-0-0)
- 2006: Champion de Belgique et Flandres
- 2007: Champion de Belgique et Flandres
- 2008: Champion de Belgique et Flandres (saison parfaite 10-0-0)
- 2009: Champion de Belgique et Flandres (saison parfaite 10-0-0)
- 2009: Champion de EFAF Atlantic Cup
- 2010: Champion de Belgique[10] et Flandres (saison parfaite 10-0-0)
- 2011: Champion de Belgique et de Flandres (saison parfaite 10-0-0)